# Beren és Lúthien
A Beren és Lúthien eredetileg 2017-ben megjelent (Magyarországon Gy. Horváth László fordításában 2018-ban) J. R. R. Tolkien által írt, be nem fejezett vagy elveszett szövegekből összeszerkesztett könyv. Tolkien fia, Christopher szerkesztette, és Alan Lee, a Gyűrűk ura filmtrilógia egyik díszlettervezője illusztrálta.

## Beren és Lúthien története
|  | Alább a cselekmény részletei következnek! |

Beren először egy erdőben találkozott Lúthiennel, amikor az a testvérével táncolt. Ezután gyakran nézte őt tánc közben, mígnem egy nap megszólította, és ekkor egymásba szerettek. Lúthien elvezette őt apjához, és Beren megkérte, hogy feleségül vehesse. A király azonban csak akkor egyezett bele, ha Beren elhoz egy Szilmarilt Morgoth koronájáról. 
Beren útnak indult, de először Tevildo, a macskaherceg szolgálatába kényszerült. Eközben Lúthient apja fogva tartotta, de ő egy saját hajából készített varázsalvó köpennyel megszökött, hogy megkeresse szerelmét. Útközben találkozott Huannal, a hűséges kutyával, és együtt tervet eszeltek ki Beren kiszabadítására.
Amikor Lúthien megérkezett, egy csellel jelezte Berennek, hogy ott van. Tevildónak azt mondta, hogy Huant haldokolva találta meg. Mikor odaértek, Huan legyőzte a testőröket, és elvette Tevildo nyakörvét.
Ezután visszatértek, és kiszabadították Berent. Együtt elmentek Melkorhoz, ahol Lúthien álomba táncolta őt, és sikerült elvenniük egy Szilmarilt a koronájáról. Kifelé menet azonban találkoztak a kapuőrrel, egy hatalmas farkassal, aki leharapta Beren kezét, benne a Szilmarillal.

Beren vissza akarta szerezni az ékkövet, de Lúthien meggyőzte, hogy apja így is örömmel fogadja őket. Miután bemutatták Beren levágott kezét, valóban szívesen fogadták őket. Később kiderült, hogy Karkaras, a farkas, aki Beren kezét leharapta, a birodalomban garázdálkodik. Beren ragaszkodott hozzá, hogy a Szilmarilt végleg elhozza, így levadászták Karkarast, és az ékkövet félig megégett testéből emelték ki.
|  | Itt a vége a cselekmény részletezésének! |

## Magyarul
- Beren és Lúthien; szerk. Christopher Tolkien, ford. Gy. Horváth László, versford. N. Kiss Zsuzsa; Európa, Bp., 2018